# Panaretella scutata
Panaretella scutata is een spinnensoort uit de familie van de jachtkrabspinnen (Sparassidae).
De wetenschappelijke naam van de soort werd in 1902 'Panaretella scutata' gepubliceerd door Reginald Innes Pocock.